# Ida de Saxa-Meiningen
Prințesa Ida de Saxa-Meiningen (25 iunie 1794 - 4 aprilie 1852) a fost prințesă germană. A fost al doilea copil și prima fiică a lui George I, Duce de Saxa-Meiningen și a Luisei Eleonore de Hohenlohe-Langenburg. Sora ei Adelaide a fost soția viitorului rege William al IV-lea al Regatului Unit și Ida a fost nașa Prințului Arthur, Duce de Connaught și Strathearn.